# Zone à urbaniser en priorité
Pour les articles homonymes, voir Zup.

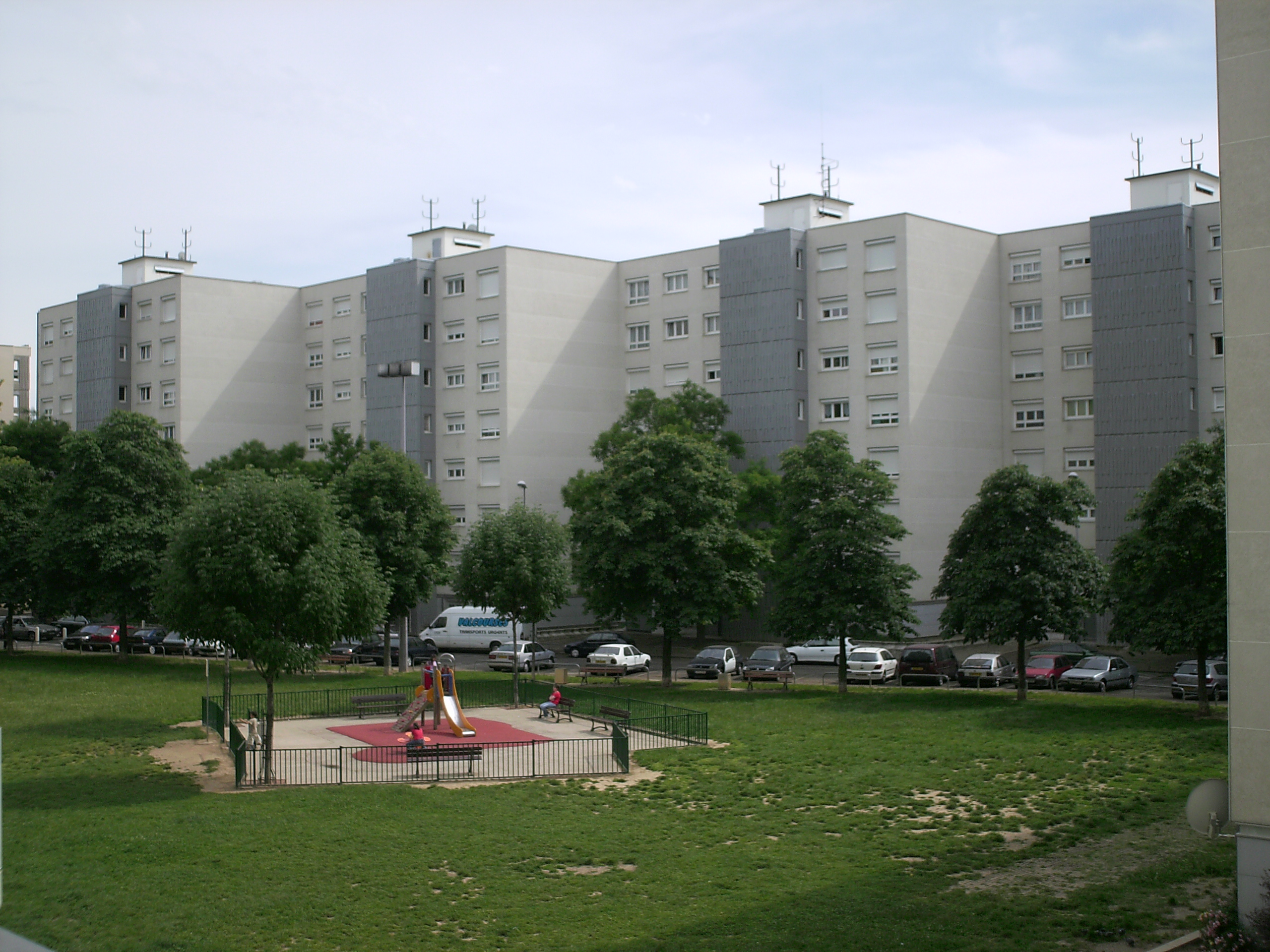
Les Minguettes à Vénissieux.

Une zone à urbaniser en priorité (ZUP), appelée plus précisément à l'origine « zone à urbaniser par priorité », est une procédure administrative d'urbanisme opérationnel utilisée en France entre 1959 et 1967 afin de répondre à la demande croissante de logements. Les ZUP étaient destinées à permettre la création ex nihilo de quartiers nouveaux, avec leurs logements, mais également leurs commerces et leurs équipements.
Prenant la forme de grands ensembles, elles ont contribué à résorber les carences en logement, mais on considère généralement qu'elles n'ont pas permis la création de quartiers dynamiques. Par métonymie, le terme de ZUP désigne aussi les quartiers et ensembles urbanistiques issus de cette procédure d'aménagement.
Les ZUP sont fréquemment l’objet d’actions de la « politique de la ville » ainsi que du programme national dit « de renouvellement urbain » mis en œuvre par l’agence nationale pour la rénovation urbaine (ANRU).

## Contexte

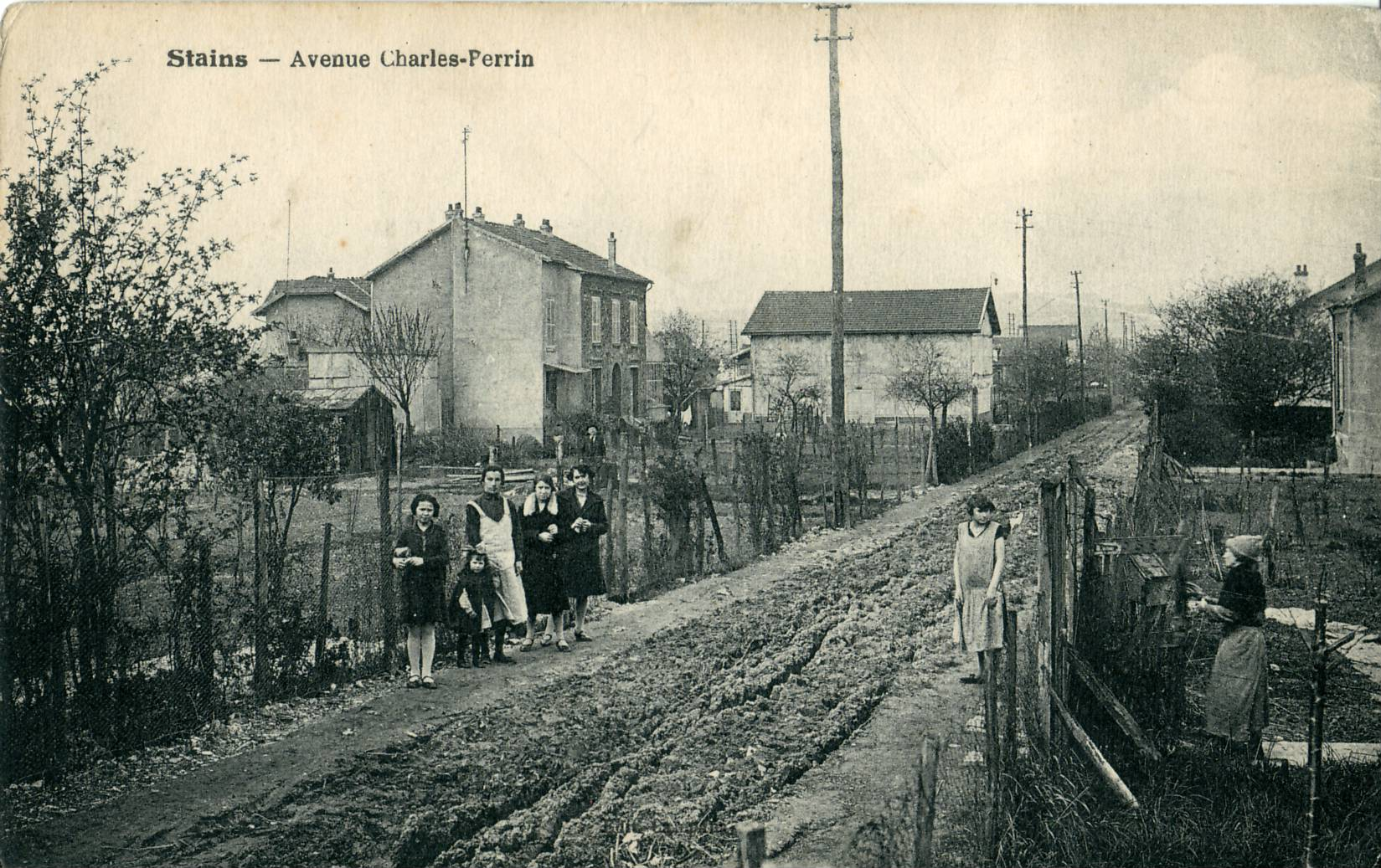
Un lotissement à Stains avant la Première Guerre mondiale : la rue n'est qu'un chemin boueux.

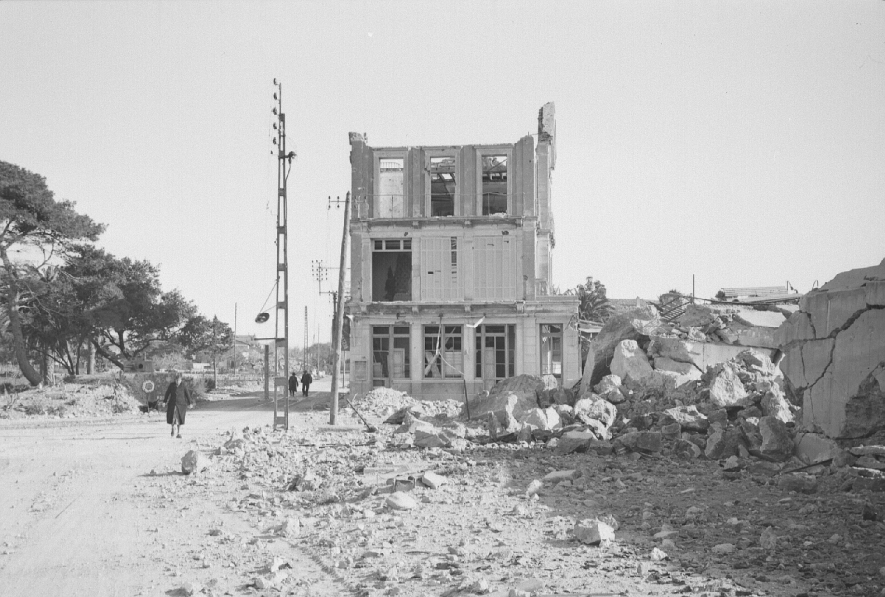
Destructions de guerre - Ici à Brest.

Le développement urbain de l’entre-deux-guerres s'est fait essentiellement par des lotissements de banlieue, vendus et découpés en parcelles par des spéculateurs. Ces opérations présentaient plusieurs lacunes, notamment leur échelle souvent réduite, leur difficile insertion dans les plans d'urbanisme prévus par les lois de 1919 et 1924 et le fait que plusieurs d'entre elles ne soient pas viabilisées correctement et donnent lieu à des constructions de baraques sommaires par des populations peu fortunées.
Les besoins sont énormes et les logements existants, délabrés et surpeuplés : sur les 12,6 millions de logements existant en France en 1946, le tiers est surpeuplé, la moitié est sans eau courante. 42 % des parisiens vivent alors dans des logements insalubres ou surpeuplés. Globalement, la crise du logement est générale, puisque le nombre même de logements est insuffisant.
À l'époque, il fallait en effet remédier aux conséquences de la guerre, où 500 000 logements avaient été détruits, et il faut ensuite satisfaire aux besoins générés par l'exode rural qui amenait en ville des anciens ruraux, le baby boom, puis l'accueil des populations immigrées et des rapatriés d'Algérie.
L'effort de création de logements permet une croissance continue du nombre de logements en France, qui passe de 18,2 millions en 1968 à 21,078 en 1975, 23,7 en 1982, 26,2 en 1990 et 28,7 en 1999. Les ZUP contribuent significativement à cette évolution et à l'accès au confort moderne de millions de personnes.

## Définition  et application
Les ZUP ont été créées par le décret N°58-1464 du 31 décembre 1958 afin de permettre, dans les « communes ou agglomérations où l'importance des programmes de construction de logements rend nécessaire la création, le renforcement ou l'extension d'équipements collectifs » la planification et le financement de ces équipements et logements, afin de planifier et d'encadrer sur le territoire national le développement urbain, de répondre à la carence de logements face à l'accroissement démographique et de favoriser la résorption de l'habitat insalubre.
Les zones à urbaniser par priorité permettaient l'équipement rapide de terrains où l'on souhaitait localiser des opérations nouvelles d'urbanisme. La collectivité responsable, la commune ou, souvent l'État, passait une convention avec un établissement public ou une SEM qui expropriait les terrains, les équipait et les revendait aux constructeurs. Le financement était assuré en partie par l'État, dont le représentant local, le Préfet, approuvait les éléments essentiels (plan-masse, programme…).
Afin de concentrer l'effort de construction, les ZUP faisaient au minimum 500 logements, mais, généralement bien plus. En 12 ans (1957-1969), 197 ZUP sont aménagées, ce qui correspond à 2,2 millions de logements. À Dunkerque, une des villes les plus touchées par les destructions de guerre, les élus obtiennent dès 1959 la création de la première des ZUP, aux « Nouvelles Synthes »,, sur fond d'implantion d'une vaste Zone industrialo-portuaire, sur les communes avoisinantes, pour accueillir les grandes entreprises fédérées autour d'Usinor Dunkerque, .
Cependant, le modèle des grands ensembles montre rapidement ses limites. Alors que le programme des ZUP voulait éviter de créer des cités-dortoirs, les ZUP restent finalement des secteurs souvent très marqués par une architecture très standardisée (le « chemin de grue »), avec une sur-représentation de l'habitat social. Compte tenu de ce constat, les ZUP sont remplacées par les Zones d'aménagement concerté (ZAC) créées par la Loi d'orientation foncière de 1967. Il n'a plus été possible de créer des ZUP à partir de 1969, et les anciennes se sont soit éteintes, soit ont été remplacées par d'autres outils d'aménagement.
En effet, se développe à cette époque la politique des villes nouvelles à partir de 1970, avec cette fois-ci l'ambition de créer de vraies villes, et pas seulement des quartiers aménagés.
Rare exception, la ZUP des Ulis dans l'Essonne, créée en 1960, s'est transformée en une ville à part entière en 1977.

## Les ZUP en France
Voici une liste non exhaustive des ZUP, classées par région.
En 1959, 2 ZUP sont créées sur le territoire de l'Algérie alors française, dans la ville d'Alger : 
- Les Annassers
- Rouiba-Reghaia

Ces projets sont abandonnés en 1962, lorsque l'Algérie devient indépendante.

### Alsace

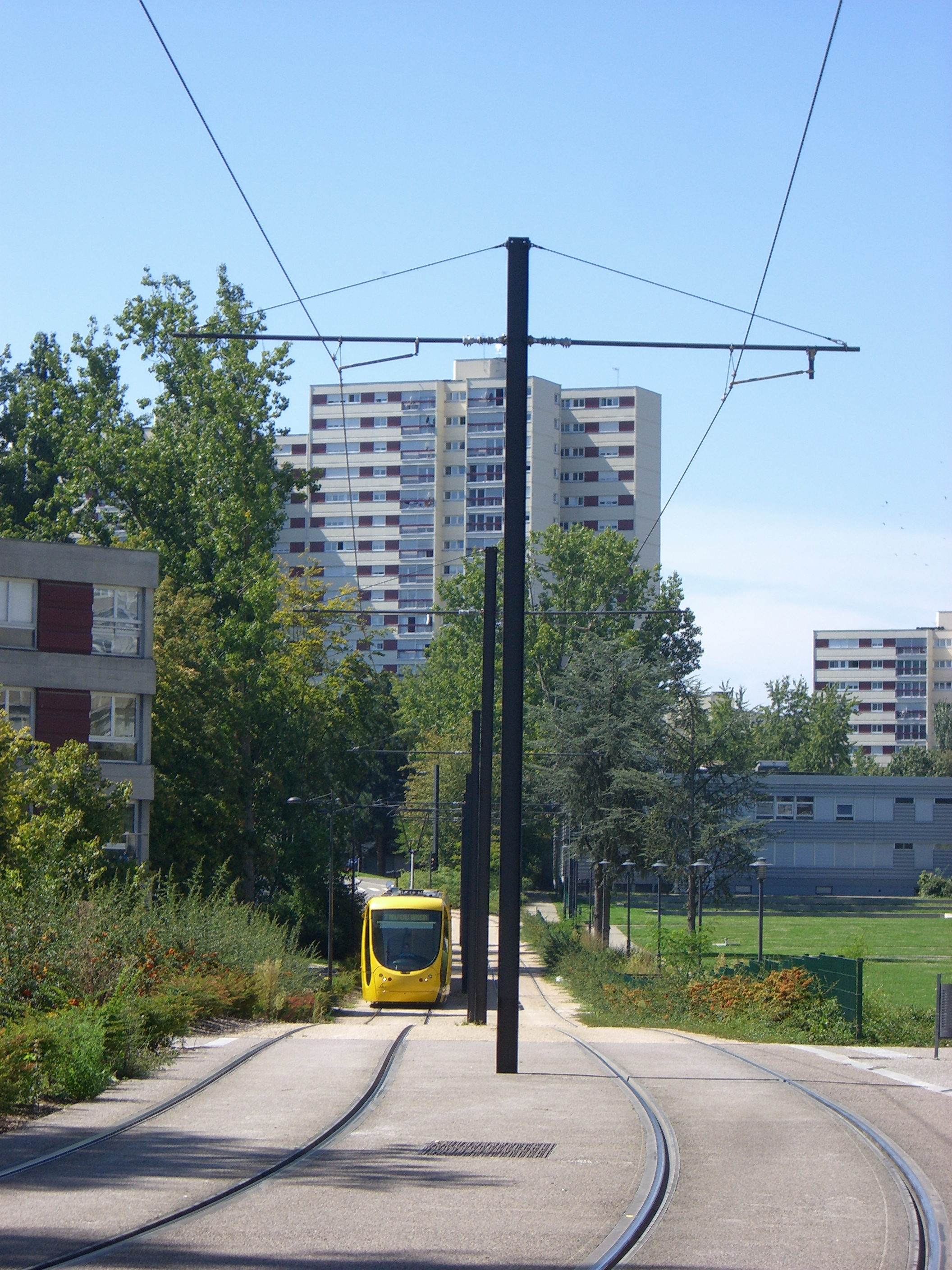
Les Coteaux à Mulhouse.

- Europe, à Colmar (Haut-Rhin) : créée en 1960. 3 400 logements construits à partir de 1959. Architecte-urbaniste : Charles-Gustave Stoskopf
- Le quartier des Coteaux à Mulhouse (Haut-Rhin), familièrement appelé « ZUP de Mulhouse » : créée en 1960. 3 200 logements. Architecte-urbaniste : Marcel Lods
- ZUP de Volgelsheim, agglomération de Neuf-Brisach (Haut-Rhin) : créée en 1966
- Hautepierre, commune de Strasbourg (Bas-Rhin) : créée en 1964. 4 971 logements construits de 1964 à 1981. Architectes-urbanistes : Pierre Vivien

### Aquitaine
- ZUP Sainte-Croix/Saint-Esprit, commune de Bayonne : 1 100 logements construits de 1963 à 1974. Architecte-urbaniste : Marcel Breuer
- ZUP de Biscarrosse (Landes) : créée en 1964
- ZUP des Hauts de Garonne, sur les communes de Cenon (cité Palmer), Floirac et Lormont (quartier Genicart), sur la rive droite de la Garonne, dans l'agglomération de Bordeaux, 7 000 logements réalisés de 1960 à 1975. Architectes-urbanistes : Jean Fayeton et Francisque Perrier
- ZUP de Tourasse-Buros, commune de Pau. Architecte en chef : André Remondet[9]
- ZUP de Thouars, communes de Talence et Villenave-d'Ornon, agglomération de Bordeaux : créée en 1961

### Auvergne
- ZUP Les-Cézeaux-Les-Landais, commune de Clermont-Ferrand (Puy-de-Dôme) : créée en 1960
- ZUP de la Croix de Neyrat et de Flamina, commune de Clermont-Ferrand (Puy-de-Dôme) : créée en 1965
- ZUP de La Plaine, commune de Clermont-Ferrand (Puy-de-Dôme) : créée en 1960
- ZUP des Champins, commune de Moulins (Allier) : créée en 1967
- ZUP du Guitard, commune du Puy-en-Velay (Haute-Loire) : créée en 1967

### Bourgogne

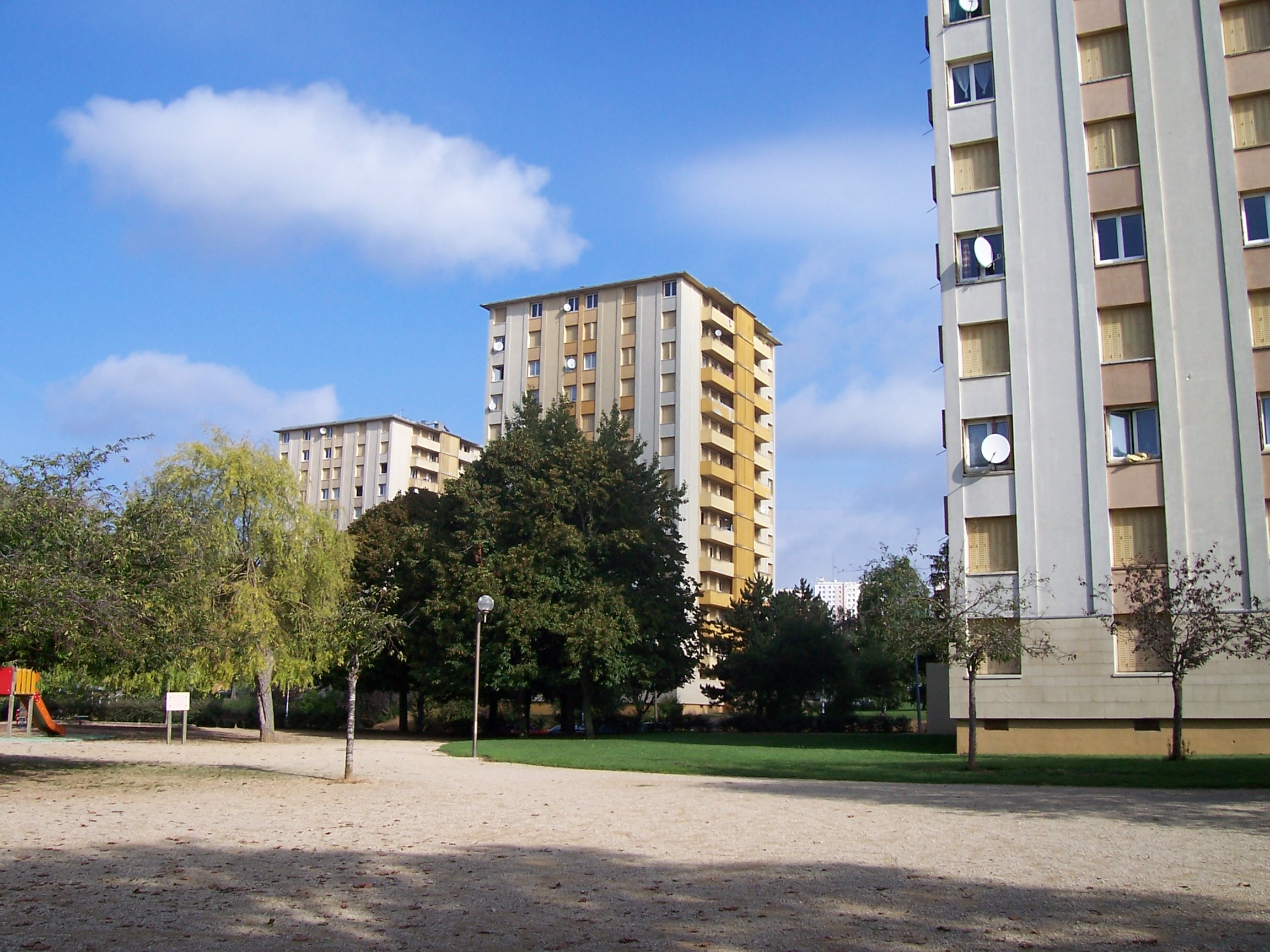
Les Brichères, Hauts d'Auxerre.

- ZUP de Saint-Pantaléon, Autun (Saône-et-Loire) : créée en 1964, 1 200 logements
- ZUP Sainte-Geneviève, commune d'Auxerre (Yonne) : créée en 1960, 2 500 logements
- ZUP des Mignottes, commune de Migennes, à proximité d'Auxerre (Yonne) : créée en 1966
- ZUP de Derrière-Cluny, commune de Beaune (Côte-d'Or) : créée en 1966
- ZUP Prés-Saint-Jean, commune de Chalon-sur-Saône (Saône-et-Loire) : créée en 1966, terminée en 1979, 3 100 logements. Architecte-urbaniste : Daniel Petit
- ZUP Le Mail, commune de Chenôve, près de Dijon (Côte-d'Or) : créée en 1960, 4 600 logements construits de 1960 à 1969. Architecte-urbaniste : Henri-Jean Calsat
- ZUP de la Fontaine d'Ouche commune de Dijon (Côte-d'Or) : créée en 1962, 4 200 logements
- ZUP Nord, commune de Mâcon-Flacé (Saône-et-Loire) : créée en 1962
- ZUP de L'Etang-du-Plessis, commune de Montceau-les-Mines (Saône-et-Loire) : créée en 1966
- ZUP des Grahuches, actuel quartier des Champs-Plaisants, Sens (Yonne) : créée en 1960

### Bretagne

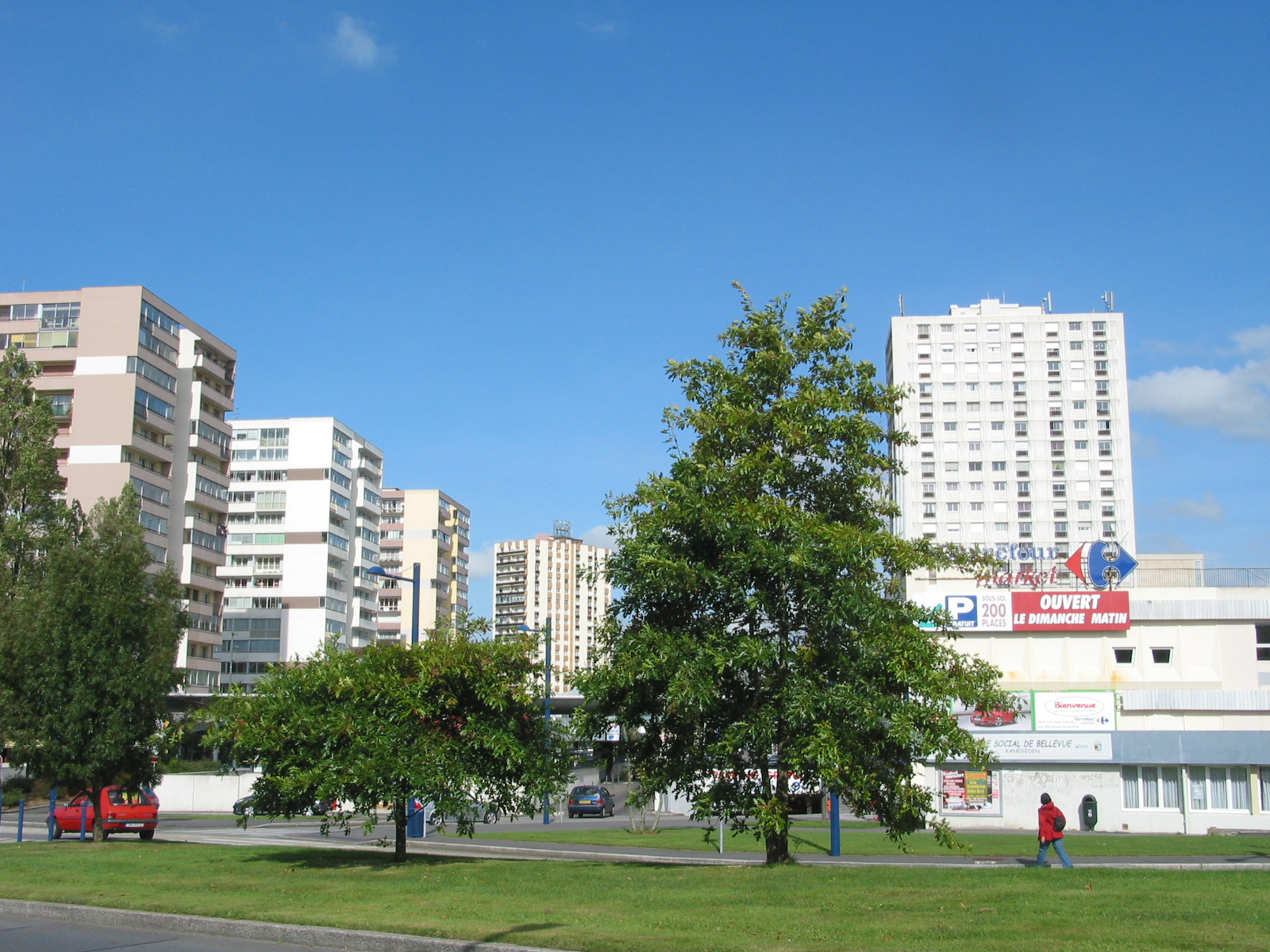
Bellevue à Brest.

- ZUP de Bellevue (dit B2 ou Brest 2), actuel quartier de Bellevue, commune de Brest : 8 300 logements construit de 1958 à 1977 regroupant 20 287 habitants. Architecte-urbaniste : Henry Auffret (voir Canton de Brest-Bellevue)
- ZUP "zone nord", actuel quartier de Ker-huel, commune de Lannion (Côtes-d'Armor) : créée en 1962-1971, 586 logements. Architecte-urbaniste : Michel Marty
- Quartier de Kervénanec, communes de Lorient et Ploemeur : ZUP créée en 1962, construite de 1966 à 1976. Architecte en chef : André Schmitz
- La ZUP de Maurepas, commune de Rennes : 4 200 logements, de 1955 à 1966. Architectes en chef : Jean-Michel Legrand et Jacques Rabinel
- La ZUP de Villejean - Malifeu, commune de Rennes: créée en 1959. 6 000 logements de 1963 à 1975, architecte-urbaniste : Louis Arretche
- La ZUP du Blosne, dite ZUP Sud, commune de Rennes, située dans les quartiers du Blosne et de Bréquigny, a été créée entre 1959 et 1975 14 000 logements. Architecte-urbaniste : Michel Marty.
- Quartier Kermoysan à Quimper : ZUP créée en 1962, construite de 1960 à 1977. architecte-urbaniste : Henry Auffret
- ZUP du Plateau-Central, commune de Saint-Brieuc : créée en 1960
- ZUP de La-Croix-Saint-Lambert, commune de Saint-Brieuc : créée en 1967
- ZUP de Ménimur à Vannes : créée en 1966. Architecte en chef : Henry Auffret

### Centre-Val de Loire

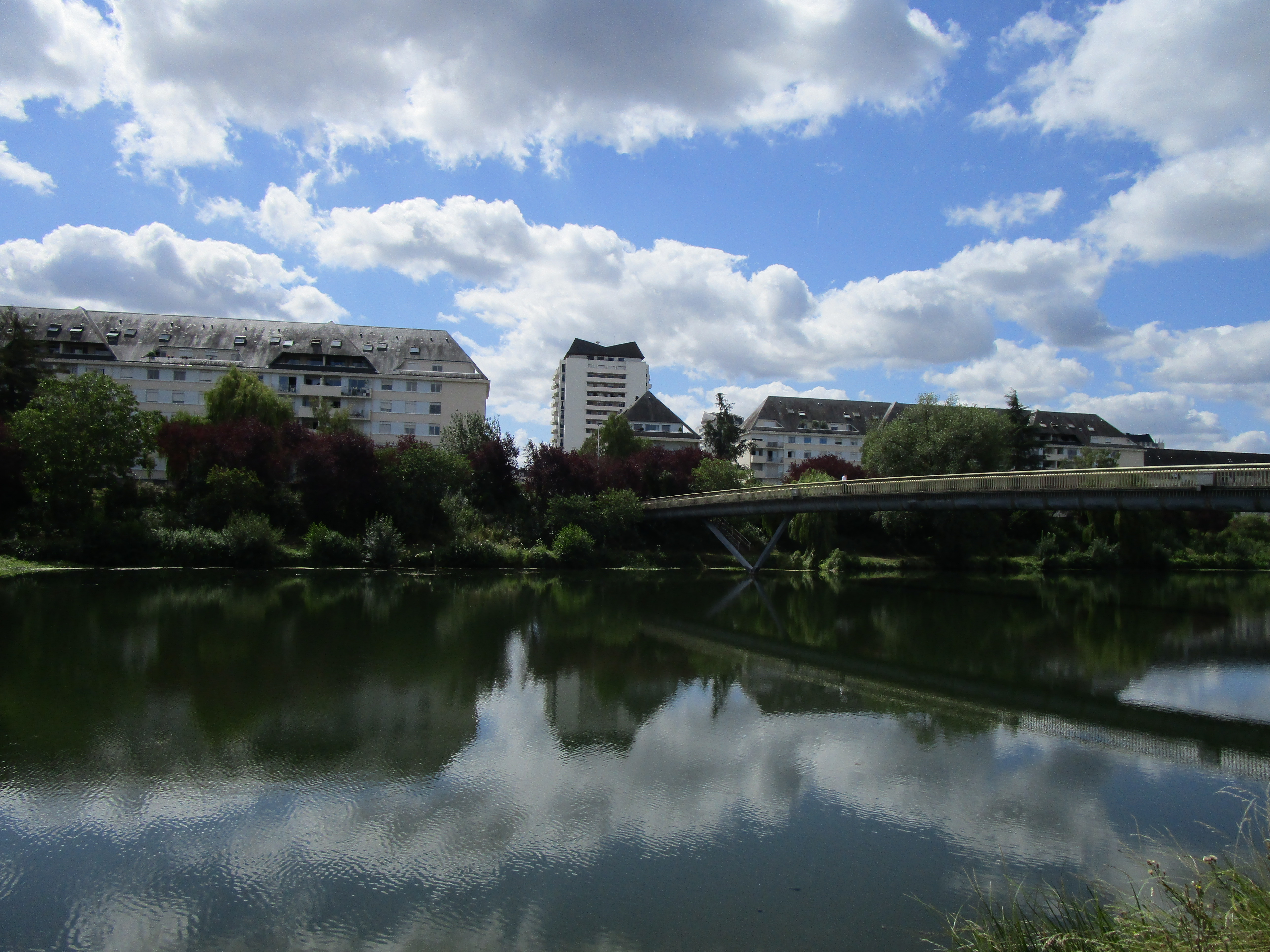
Le quartier des Fontaines de Tours.

- ZUP Nord dite aussi « quartiers nord », commune de Blois : créée le 3 août 1959. 6 450 logements, 19 547 habitants
- ZUP des Gibjoncs, quartiers nord de la commune de Bourges : créée en 1960. 4 935 logements construits de 1961 à 1976. Architecte-urbaniste : Guy Pison
- ZUP de la Madeleine à Chartres (Eure-et-Loir) : créée en 1964. Architecte-urbaniste : Henri-Pierre Maillard
- ZUP de Champ-Auger (dite ZUP no 1) ou quartier Saint-Jean, commune de Châteauroux (Indre) : créée en 1961. 2 200 logements construits de 1961 à 1972. Architecte urbaniste : Jean-Pierre Allain
- ZUP no 2 du Chemin du Grand Poirier, commune de Châteauroux (Indre) : 2 200 logements construits de 1966 à 1975. Architecte-urbaniste : Jean Lasry
- ZUP de la Chaussée, commune de Montargis : créée en 1962
- ZUP de Fleury-les-Aubrais, agglomération d'Orléans (Loiret) : créée en 1960. Architecte-urbaniste : Jean Bossu.
- ZUP de l'Argonne, commune d'Orléans : créée en 1960
- ZUP de La Rabière, commune de Joué-lès-Tours (Indre-et-Loire) : créée en 1960. 3 000 logements. Architecte-urbaniste : Jacques Poirrier.
- ZUP no 1 de la Vallée du Cher, communes de Tours et Saint-Pierre-des-Corps : créée en 1967. 5 000 logements. Actuels quartier des Fontaines et de Rochepinard. Architectes-urbanistes : Joël Hardion et Pierre Dalloz.
- ZUP du Clos-du-Roy, commune de Vierzon (Cher) : créée en 1967

### Champagne-Ardenne

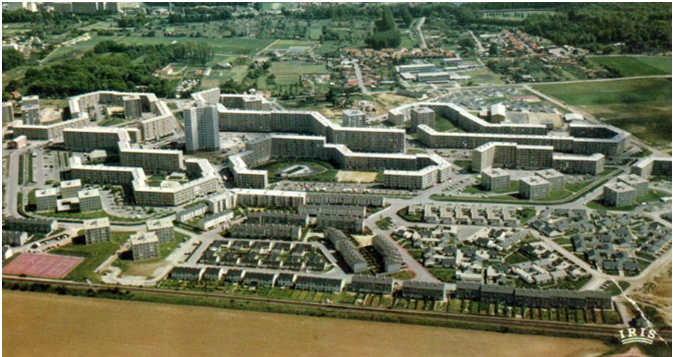
Quartier des Chatillons.

- ZUP des Corvées, communes de Chalons-sur-Marne/Saint-Memmie : créée en 1962
- Ronde-Couture (ancienne commune de Mohon), commune de Charleville-Mézières (Ardennes) : créée en 1963. 10 500 habitants. Architecte en chef : Michel Folliasson[10]
- La Citadelle, commune de Charleville-Mézières (Ardennes) : créée en 1960
- ZUP de La Rochotte, commune de Chaumont (Haute-Marne) : créée en 1965
- Mont-Bernon, commune de Épernay (Marne) : créée en 1963. Architectes-urbanistes : Michel Andrault et Pierre Parat
- ZUP de Laon-Neufchâtel, actuel quartier d'Orgeval, commune de Reims (Marne) : créée en 1960. 2 600 logements à partir de 1960
- ZUP de Bocquaine, actuel quartier des Chatillons, commune de Reims (Marne) : créée en 1963. 3 000 logements construits de 1966 à 1970, architectes-urbanistes : Tremblot et Clauzier
- ZUP d'Orzy, commune de Revin (Ardennes) : créée en 1959, 3 000 habitants
- ZUP de Saint-Dizier (Haute-Marne), actuel quartier Le Vert-Bois - Le Grand Lachat : créée en 1967
- ZUP de La Chapelle-Saint-Luc-Les Noës-près-Troyes, agglomération de Troyes (Aube) : créée en 1963. Architecte-urbaniste : Michel Colle
- ZUP de la Prairie, commune de Sedan (Ardennes) : créée en 1960. Actuel quartier du Lac, 4 100 habitants
- ZUP de Torcy-cités, commune de Sedan (Ardennes) : 3 000 habitants
- ZUP de Vitry-Nord, commune de Vitry-le-François (Marne) : créée en 1962 : construite à partir de 1966

### Franche-Comté

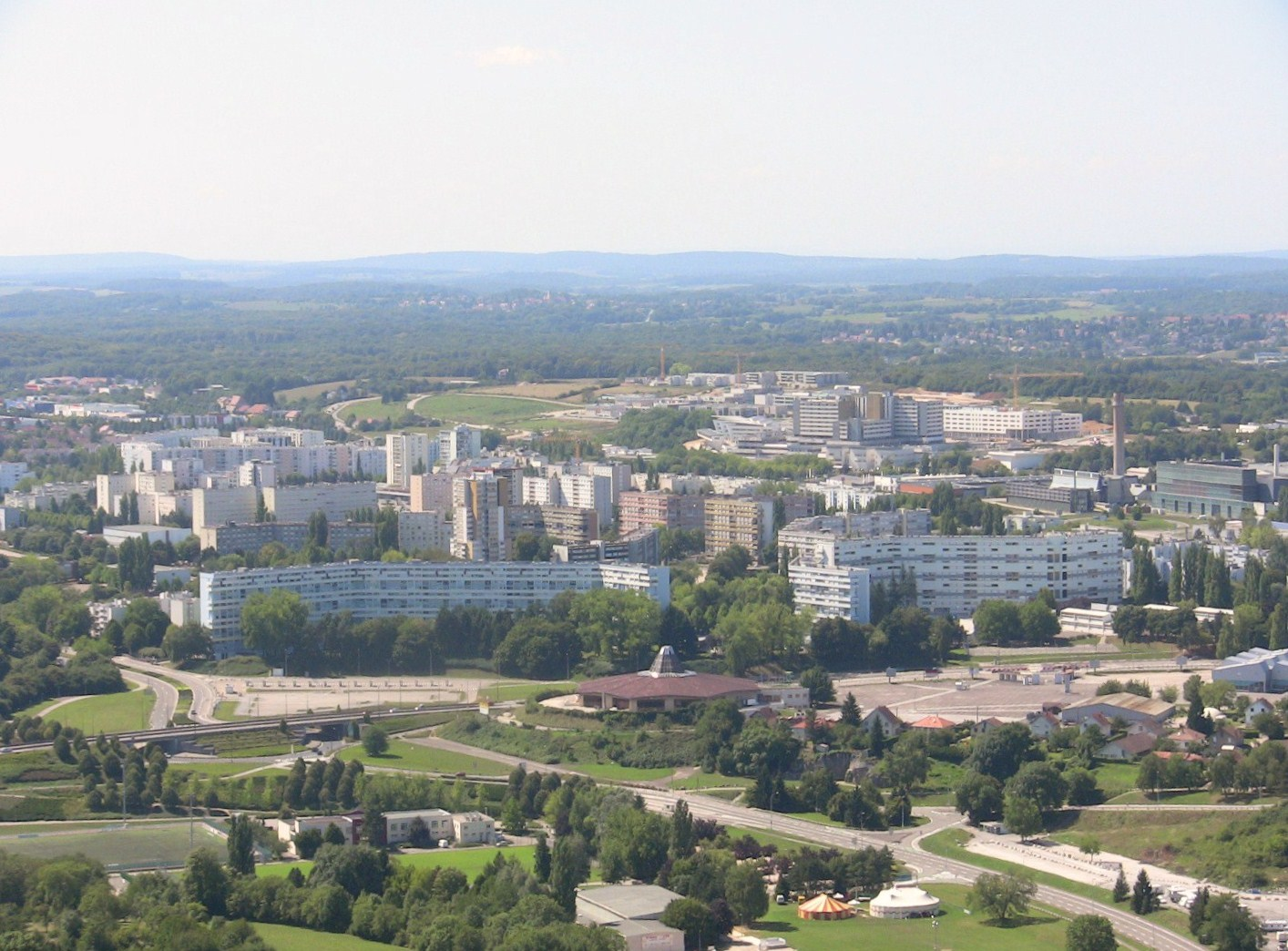
Le quartier de Planoise, à Besançon.

- ZUP des Résidences Bellevue, commune de Belfort : créée en 1959. 2 000 logements construits de 1959 à 1970. Architecte en chef : Jean Fayeton
- ZUP de l'Avenue-d'Altkirch, commune de Belfort : créée en 1963
- Planoise, sur la commune de Besançon (Doubs) : créée en 1962. 8 600 logements construits de 1960 à 1977 ; plus de 20 000 habitants. Architecte-urbaniste : Maurice Novarina
- ZUP de Saint-Ylie actuel quartier des Mesnils Pasteur, commune de Dole (Jura) : créée en 1962. 1 850 logements construits de 1962 à 1978. Architecte-urbaniste : Maurice Novarina
- La Petite-Hollande, commune de Montbéliard (Doubs) : créée en 1963

### Île-de-France
La procédure des ZUP est utilisée sur 22 sites dans la région entre 1958 et 1969, pour une superficie totale de 5 900 ha (équivalent de la moitié de Paris) pour réaliser à terme 140 000 logements.
À l'exception de la Seine-et-Marne, les départements cités ci-dessous, datant de la loi du 10 juillet 1964, n'existaient pas au moment de la création de la plupart des ZUP.

#### Seine-et-Marne
- La Plaine du Lys, commune de Dammarie-lès-Lys : 2 359 logements de 1959 à 1970. Architecte-urbaniste : Louis Arretche
- Beauval, commune de Meaux : 8 300 logements de 1960 à 1968. Architecte-urbaniste : Marcel Lods
- L'Almont, commune de Melun : 3129 logements construits de 1962 à 1976. Architecte-urbaniste : Léon Bazin
- Surville, commune de Montereau-Fault-Yonne : 3800 logements construits de 1961 à 1972. Architecte-urbaniste : Xavier Arsène-Henry
- Mont-Saint-Martin, commune de Nemours : 1591 logements sociaux construits de 1963 à 1981. Architecte-urbaniste : Henri-Jean Calsat

#### Yvelines
- Le Val-Fourré, commune de Mantes-la-Jolie : 8 300 logements construits de 1959 à 1977. Architectes-urbanistes : Raymond Lopez, Henri Longepierre et M. Gojard
- Quartier de Bel-Air, commune de Saint-Germain-en-Laye : créé en 1965. 500 logements
- ZUP de Sartrouville : créée en 1964. Architecte-urbaniste : Roland Dubrulle
- ZUP de Vélizy-Villacoublay (à l'origine, ZUP étendue aux communes de Meudon, Jouy-en-Josas, Clamart, Bièvres en 1959 mais jamais réalisée pour ces trois dernières) : construite de 1961 à 1967 (arrêté du 11 octobre 1961). Architectes-urbanistes : Robert Auzelle, Ivan Jankovic et Alain Gillot.

#### Essonne

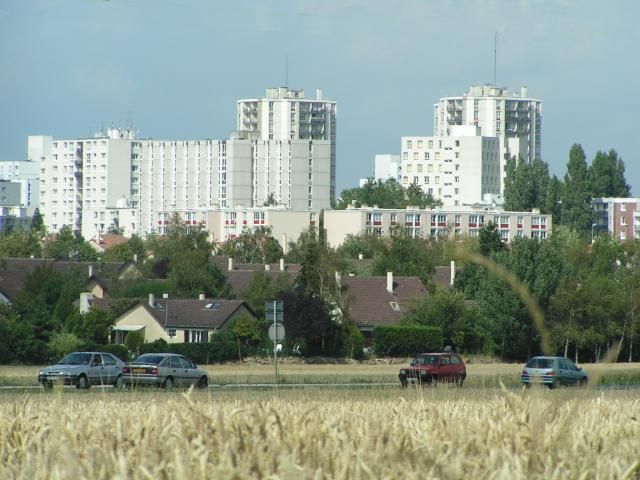
Les Ulis, conçus par l'architecte Robert Camelot.

- ZUP de Villaine, communes de Massy et Antony (Hauts-de-Seine) : créée en 1959. 9 400 logements construits de 1962 à 1968, architectes-urbanistes : Louis de Hoym de Marien, Pierre Sonrel et Jean Duthilleul.
- Les Ulis, communes de Bures-sur-Yvette et d'Orsay, commune à part entière en 1977. Créée en 1960, construite de 1963 à 1979. Architectes-urbanistes : François Prieur et Robert Camelot, puis Georges-Henri Pingusson (de 1967 à 1969)

#### Hauts-de-Seine
- ZUP de Gennevilliers, actuel quartier du Luth : créée en 1965. Architectes-urbanistes : C. Auzolle et Otello Zavaroni
- ZUP de Meudon-la-Forêt, créée en 1959

#### Seine-Saint-Denis
- ZUP des Sablons, commune de Bobigny : créée en 1967. Architecte-urbaniste : Raymond Lopez
- ZUP intercommunale de Aulnay-sous-Bois, Sevran, Tremblay-en-France, Villepinte dans l'actuelle Seine-Saint-Denis et Mitry-Mory en Seine-et-Marne, soit 700 hectares, créée en 1960. Architecte-urbaniste : Michel Colle, Paul Herbé et Jean Le Couteur. Projet finalement réduits à quelques réalisations ponctuelles : quartier "Centre-Ville" de Tremblay-en-France (3 000 logements de 1960 à 1975), Grand ensemble de la Rose de vents à Aulnay-sous-Bois (1969-1970)

#### Val-de-Marne
- Le Nouveau Créteil, commune de Créteil (mais aussi sur une petite partie des communes de Bonneuil-sur-Marne et Maisons-Alfort) : 6 000 logements construits de 1961 à 1974. Architectes-urbanistes : Jean Fayeton et Michel Folliasson puis Pierre Dufau à partir de 1967
- ZUP de la Plaine, actuel quartier du Val de Fontenay, commune de Fontenay-sous-Bois : créée en 1960. Architecte-urbaniste : Marcel Lods.
- ZUP de Vitry-sur-Seine : 8 930 logements prévus. Créée le 8 mars 1960. Architectes-urbanistes : Mario Capra et André Remondet (architecte-conseil)

#### Val-d'Oise
- ZUP du Val Notre-Dame, appelée depuis "Val d'Argent", commune d'Argenteuil : créée le 11 octobre 1961. 8 000 logements construits de 1961 à 1972. Architecte-urbaniste : Roland Dubrulle
- ZUP d'Ermont, Franconville, Sannois : créée en 1964. Architectes-urbanistes : Raymond Gravereaux et Prévert
- ZUP de Saint-Leu-la-Forêt-Le Plessis-Bouchard : créée en 1964. Architectes-urbaniste : Guy Pison et Clérin
- ZUP de Taverny : créée en 1964, terminée en 1980 (en fait essentiellement réalisée sous le statut ZAC). Architecte-urbaniste : Atelier LWD

### Languedoc-Roussillon
- ZUP la Moulinelle, commune de Beaucaire (Gard) : créée en 1963
- La Paillade, commune de Montpellier (Hérault) : créée le 23 janvier 1962. Architectes-urbanistes : Pierre Vetter, Claude Damery et G.H. Weil, 25 000 habitants.
- La Devèze, commune de Béziers (Hérault) : créé en 1961
- ZUP de Pissevin, actuels quartiers de Pissevin-Valdegour, commune de Nîmes (Gard) : créée en 1961. Architecte-urbaniste : Xavier Arsène-Henry
- ZUP de la Pointe du Barrou (Ile de Thau), sur les bords du Bassin de Thau, commune de Sète (Hérault) : créée en 1966. Architecte-urbaniste : Borja Huidobro

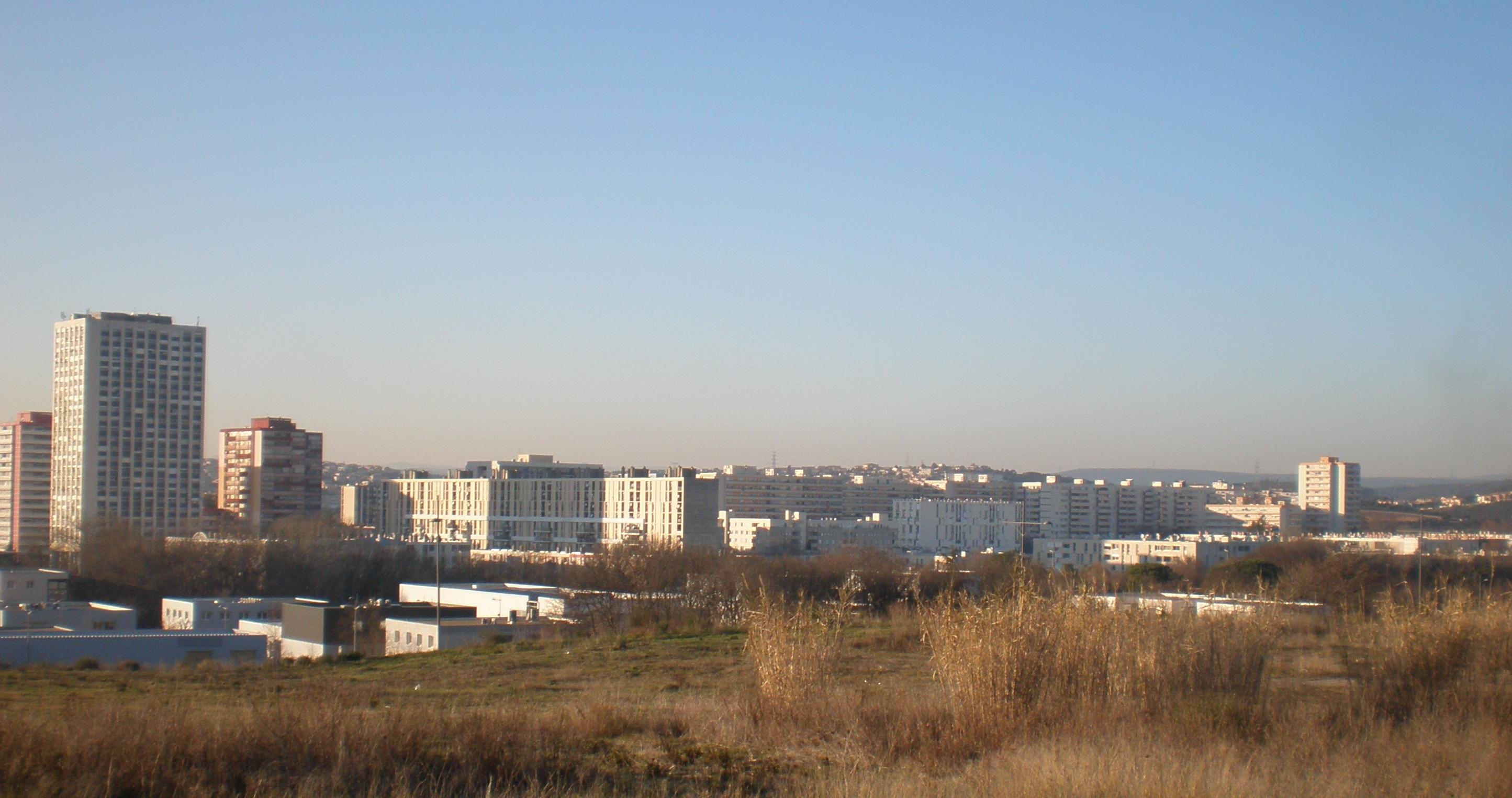
ZUP de La Paillade à Montpellier.
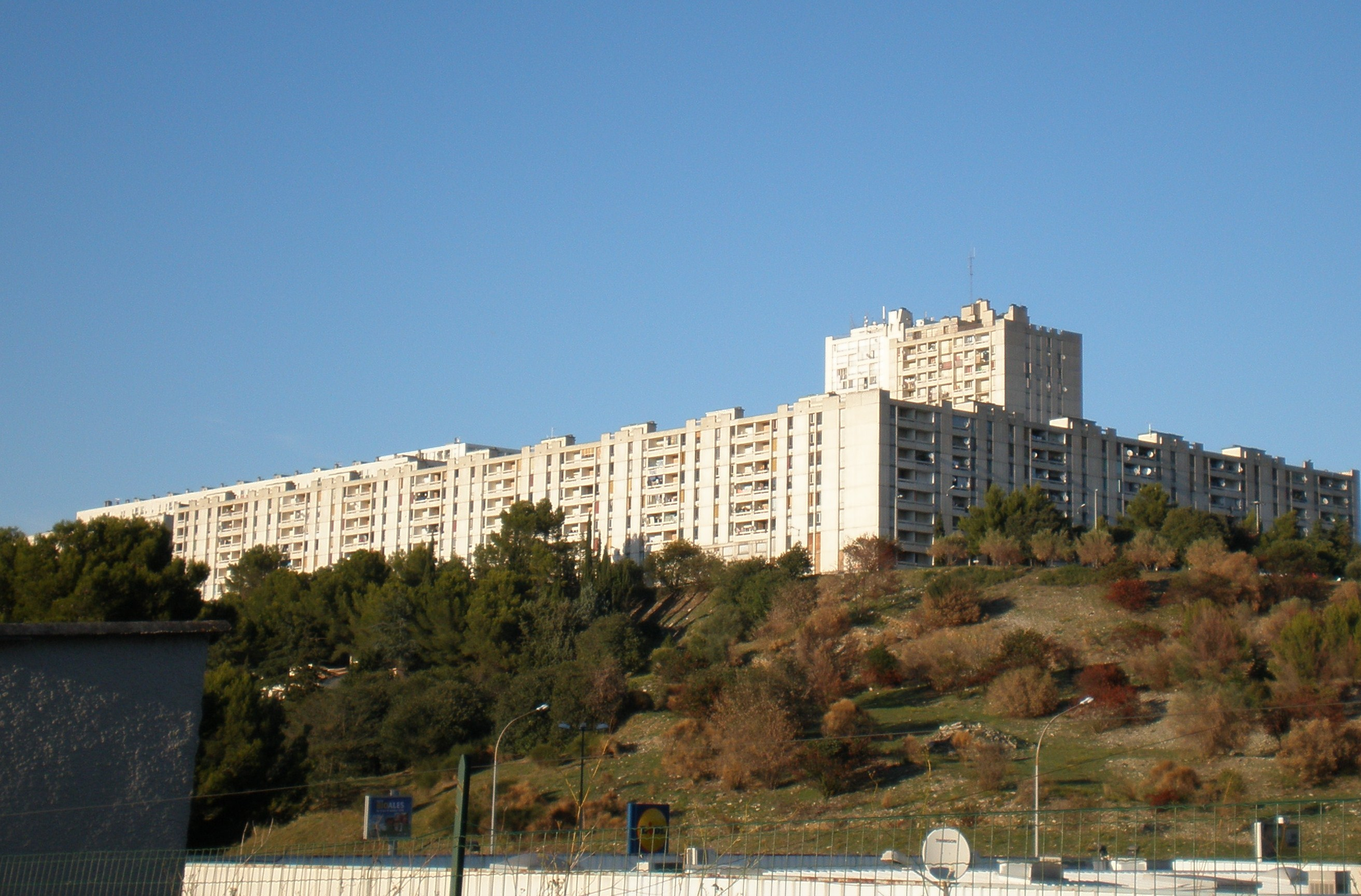
ZUP Nord Valdegour à Nîmes.
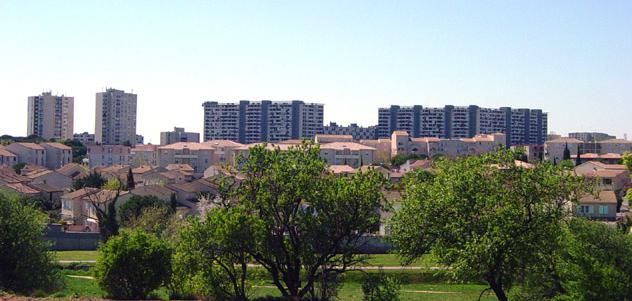
La Devèze à Béziers.

### Limousin
- ZUP de Tujac, commune de Brive-la-Gaillarde : créée en 1963
- ZUP de la Vallée des Chers, commune de Guéret : créée en 1966
- ZUP de l'Aurence, commune de Limoges : créée en 1961. Construite de 1965 à 1970. Architecte-urbaniste : Clément Tambuté

### Lorraine
- ZUP du "Faubourg d'Ambrail", commune d'Épinal : architecte-urbaniste : Émile Deschler
- ZUP du Plateau de la Justice, commune d'Épinal : créée en 1959. 1 000 logements construits à partir de 1960
- Rémelange, commune de Fameck (Moselle) : construit de 1959 à 1969. Architecte-urbaniste : Henri-Jean Calsat
- ZUP Wiesberg, commune de Forbach : à partir de 1960
- Cité-des-Provinces, ZUP de la commune de Laxou, agglomération de Nancy : créée en 1959. Architecte-urbaniste : Jean-Louis Fayeton
- Borny, commune de Metz (Moselle) : créée le 6 janvier 1960. 6 000 logements construits de 1964 à 1973 par l'architecte en chef, Jean Dubuisson
- Val Saint-Martin, commune de Mont-Saint-Martin, proche de Longwy (Meurthe-et-Moselle) : créée en 1961. 1 600 logements construits à partir de 1959. Architecte-urbaniste : Paul La Mache
- ZUP de Vandœuvre-lès-Nancy (Meurthe-et-Moselle) : créée en 1959. 8 000 logements réalisés à partir de 1960. Architecte-urbaniste : Henri-Jean Calsat
- [11]ZUP de la Cité Verte à Verdun (Meuse) : réalisée par Jean Fayeton de 1957 à 1962

### Midi-Pyrénées

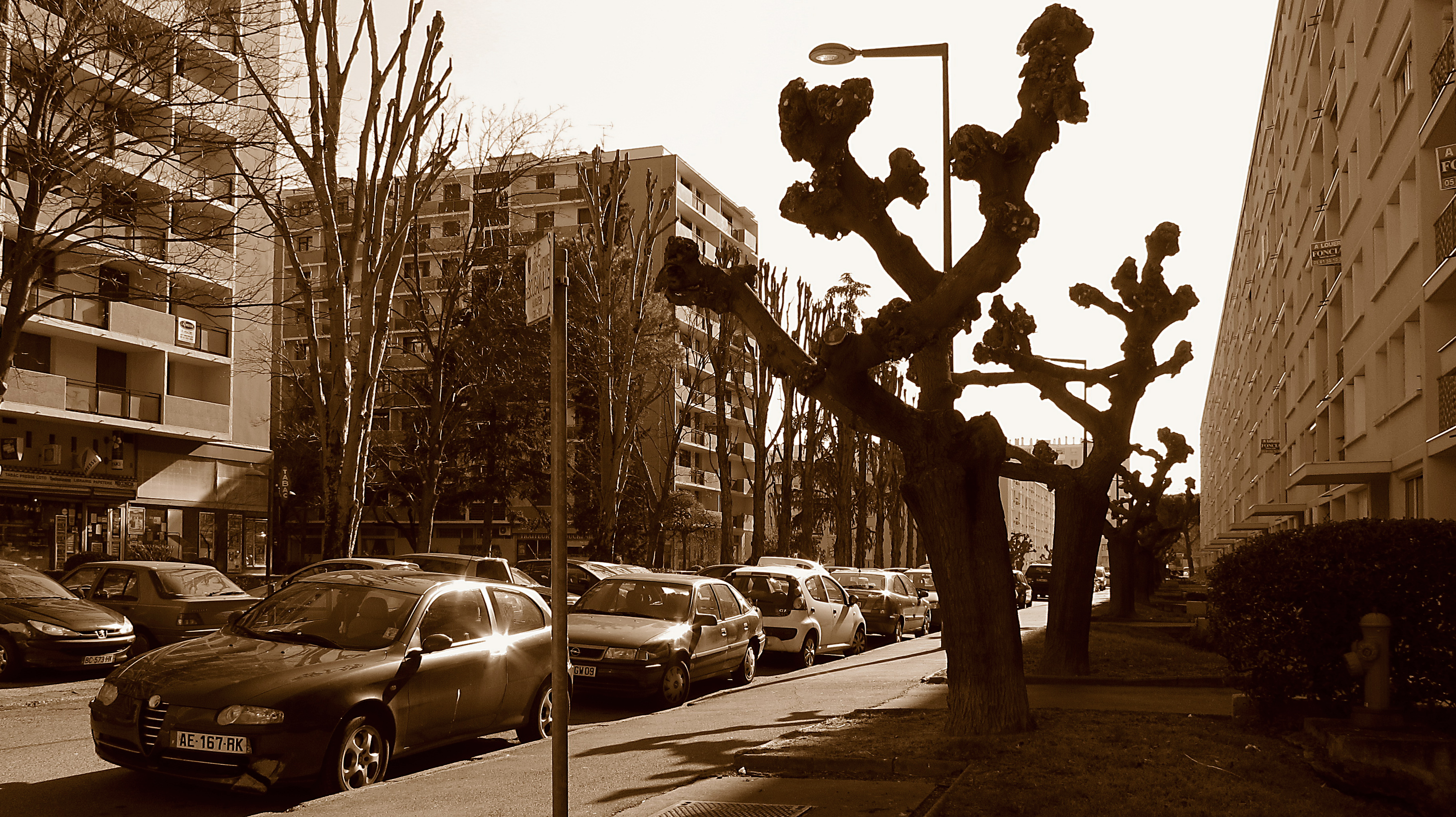
Rangueil, quartier de Toulouse.

- Quartier de Cantepau, commune d'Albi (Tarn) : créée en 1967. 2 000 logements construits
- ZUP du Garros, commune d'Auch (Gers) : créée en 1962
- ZUP de Labarre, commune de Foix (Ariège) : créée en 1968
- ZUP de Mazamet et d'Aussilon (Tarn) : créé en 1963
- ZUP de Bagatelle, commune de Toulouse : créée en 1961
- Quartier du Mirail, à Toulouse : ZUP créée en 1962, architecte-urbaniste : Georges Candilis
- Quartier de Rangueil, commune de Toulouse : créée en 1961

### Nord-Pas-de-Calais
- ZUP de Mont-Liébaut, commune de Béthune : créé en 1960
- ZUP de Beau-Marais, commune de Calais : créée en 1962 et achevée en 1969, 6 325 logements. Architecte-urbaniste : Yervante Toumaniantz
- ZUP de la Barre-Vert, commune de Dunkerque : créée en 1960
- ZUP des Nouvelles Synthes, commune de Grande-Synthe près de Dunkerque : créée en 1961. 6 200 logements construits de 1959 à 1980. Architectes-urbanistes : Gérard Deldique et Yervante Toumaniantz
- ZUP de Malo-Centre, actuel quartier de Malo-les-Bains, commune de Dunkerque : créée en 1963
- ZUP de Grande-Résidence, commune de Lens : créé en 1964. Architecte-urbaniste : Jean de Mailly
- ZUP de Plaine de Mons, commune de Mons-en-Barœul : créée en 1960. Architectes-urbanistes : Henri Chomette et Gérard Perpère.
- ZUP du Petit-Ronchin, commune de Ronchin, agglomération de Lille : créée en 1960
- ZUP des Trois Ponts à Roubaix : créée en 1961. architecte-urbaniste : Guillaume Gillet
- ZUP de la Bourgogne à Tourcoing : créée en 1962, construite de 1965 à 1975
- ZUP de Valenciennes et de Aulnoy-lez-Valenciennes : créée en 1960
- ZUP de Plaine-de-Beaulieu, commune de Wattrelos : créée en 1960
- ZUP du Blanc Riez, commune de Wattignies : créée en 1960. Architecte-urbaniste : Gérard Deldique

### Basse-Normandie
- ZUP Saint-Paterne, actuel quartier de Perseigne à Alençon : créée en 1960
- Quartier des Provinces à Octeville, commune de Cherbourg-en-Cotentin : créée en 1960. 3 233 logements construits de 1963 à 1980. Architecte en chef : Paul Vimond.
- Quartier du Chemin Vert à Caen : créée le 19 octobre 1960. 4 000 logements. Architecte en chef : Marcel Clot.
- Quartier de la Pierre-Heuzé à Caen : créée le 19 octobre 1960. 1 500 logements
- Quartier Saint-Sauveur, commune de Flers (Orne) : créée en 1963
- Hérouville-Saint-Clair, agglomération de Caen : créée le 19 octobre 1960. 10 000 logements
- ZUP du Plateau Saint-Jacques, actuel quartier de Hauteville à Lisieux : créée en 1961. Architecte-urbaniste : Georges Duval
- ZUP du quartier Saint-Georges, commune de Saint-Lô : créée en 1960

### Haute-Normandie

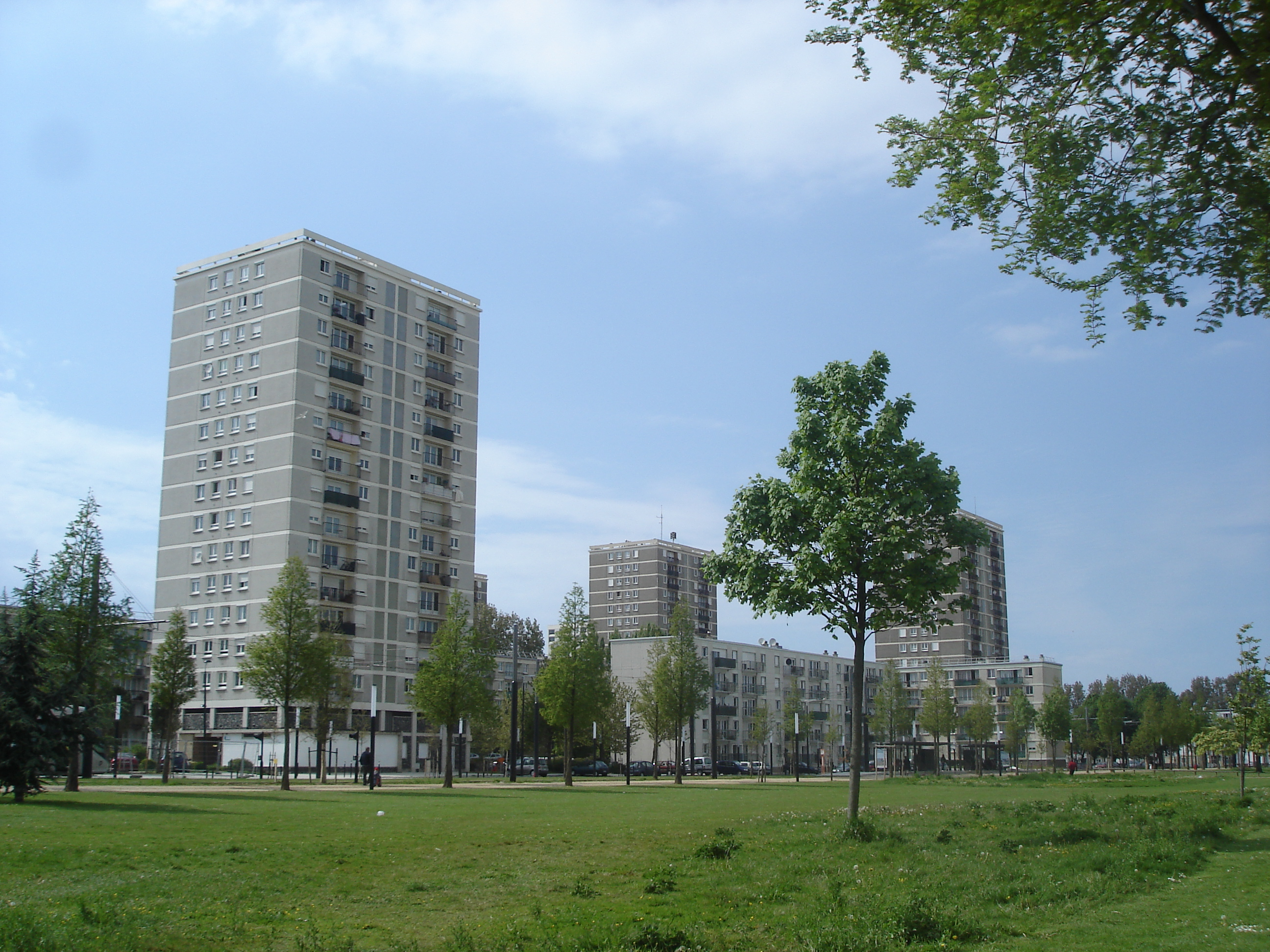
Quartier Caucriauville au Havre.

- Le Bourg Lecomte, commune de Bernay (Eure) : créée en 1968
- ZUP de Canteleu, agglomération de Rouen : créée en 1960. Architectes-urbanistes : Adrien Brelet et Raoul Leroy
- La Madeleine à Évreux : créée en 1961. Architecte-urbaniste : Adrien Brelet
- Caucriauville ou Cité Saint-Pierre au Havre : créée en 1960. 6 000 logements construits de 1959 à 1970. Architecte-urbaniste : cabinet Sonrel-Duthilleul
- Le Mont-Gaillard, commune du Havre : créée en 1968 Architecte : Gérard Ernoult
- ZUP de Belleville-et-Hamelet, commune de Louviers : créé en 1966. Architecte-urbaniste : Imanuel Wiener
- ZUP des Petits Prés, commune de Pont-Audemer
- ZUP de La Grand'Mare, communes de Rouen et de Bihorel : créée en 1960, agrandie en 1964. Construite de 1960 à 1968
- ZUP de Grand-Quevilly près de Rouen : créée en 1961. Architectes-urbanistes : Louis Arretche et H. Tougard
- ZUP des Valmeux, commune de Vernon (Eure) : créée en 1962

### Pays de la Loire

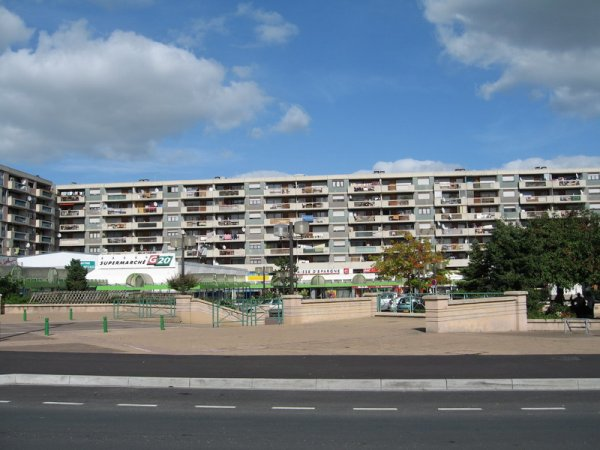
Une barre HLM de la ZUP de Angers-Sud (quartier de La Roseraie).

- Monplaisir (dite "ZUP Nord-Briollay") à Angers : créée le 16 mars 1960 sur 83 ha et 2 650 logements prévus. 2 300 logements construits à partir de 1963[12]
- La Roseraie (dite "ZUP Sud") à Angers : créée le 8 juillet 1965 sur 158 ha et 6 000 logements prévus. Architecte-urbaniste : Madelin. 6500 Logements construits à partir de 1966[12]
- Les Fourches à Laval : créée en 1959
- ZUP "Saint-Nicolas-Chartière", actuel quartier Saint-Nicolas à Laval : créée en 1963. Architecte-urbaniste : Favette
- Allonnes, à proximité du Mans : créée en 1959. Architectes-urbanistes : Paul Herbé et Jean Le Couteur
- Les Sablons-Gazonfier au Mans : créée en 1959. Architecte-urbaniste : Roger Faraut
- ZUP d'Éraudière et de la Beaujoire, commune de Nantes : créée en 1963
- Bellevue à Nantes/Saint-Herblain : créée en 1959. Architecte en chef : Marcel Favraud
- ZUP de l'Ile-Beaulieu-Malakoff, commune de Nantes, créée en 1961. Architecte en chef : Fernand Riehl

### Picardie
- ZUP d'Henriville, appelée aussi "ZUP Sud", commune d'Amiens : créée en 1967
- ZUP Nord, commune d'Amiens : créée en 1959. Architecte en chef : Yervante Toumaniantz.
- ZUP Nord-Ouest, quartier d'Etouvie-Montières, commune d'Amiens : architectes-urbanistes : Yervante Toumaniantz et Claude Guislain
- ZUP Argentine, commune de Beauvais : architecte-urbaniste : Jean de Mailly
- ZUP de La-Glacière, commune de Compiègne, actuel quartier des Maréchaux : créée en 1960
- ZUP de l'Obier, commune de Nogent-sur-Oise, près de Creil : créée en 1960
- ZUP Nord, quartier de Saint-Siméon, commune de Noyon : créée en 1966
- ZUP « zone nord-est », commune de Saint-Quentin, actuel quartier Europe : créée en 1961

### Poitou-Charentes
- Ma Campagne, commune d'Angoulême : créée en 1966
- ZUP de la Forêt, commune de Châtellerault : créée en 1967
- ZUP de la Plaine-d'Ozon, commune de Châtellerault : créée en 1960. Architecte-urbaniste : Jean Maneval.
- ZUP Saint-Liguaire actuel quartier du Clou-Bouchet, commune de Niort : créée en 1962. Architecte-urbaniste : Claude Le Cœur
- ZUP des Couronneries, commune de Poitiers : créée le 16 janvier 1960. Architecte-urbaniste : André Remondet
- ZUP de La Rochelle/Périgny/Aytré, actuelle Villeneuve-les-Salines, commune de La Rochelle : créée en 1966
- ZUP de Mireuil-Saint-Maurice, commune de La Rochelle : créée en 1959. Architectes-urbanistes :  Louis Simon et Borja Huidobro
- ZUP des Boiffiers, commune  de Saintes : créée en 1967

### Provence-Alpes-Côte d'Azur

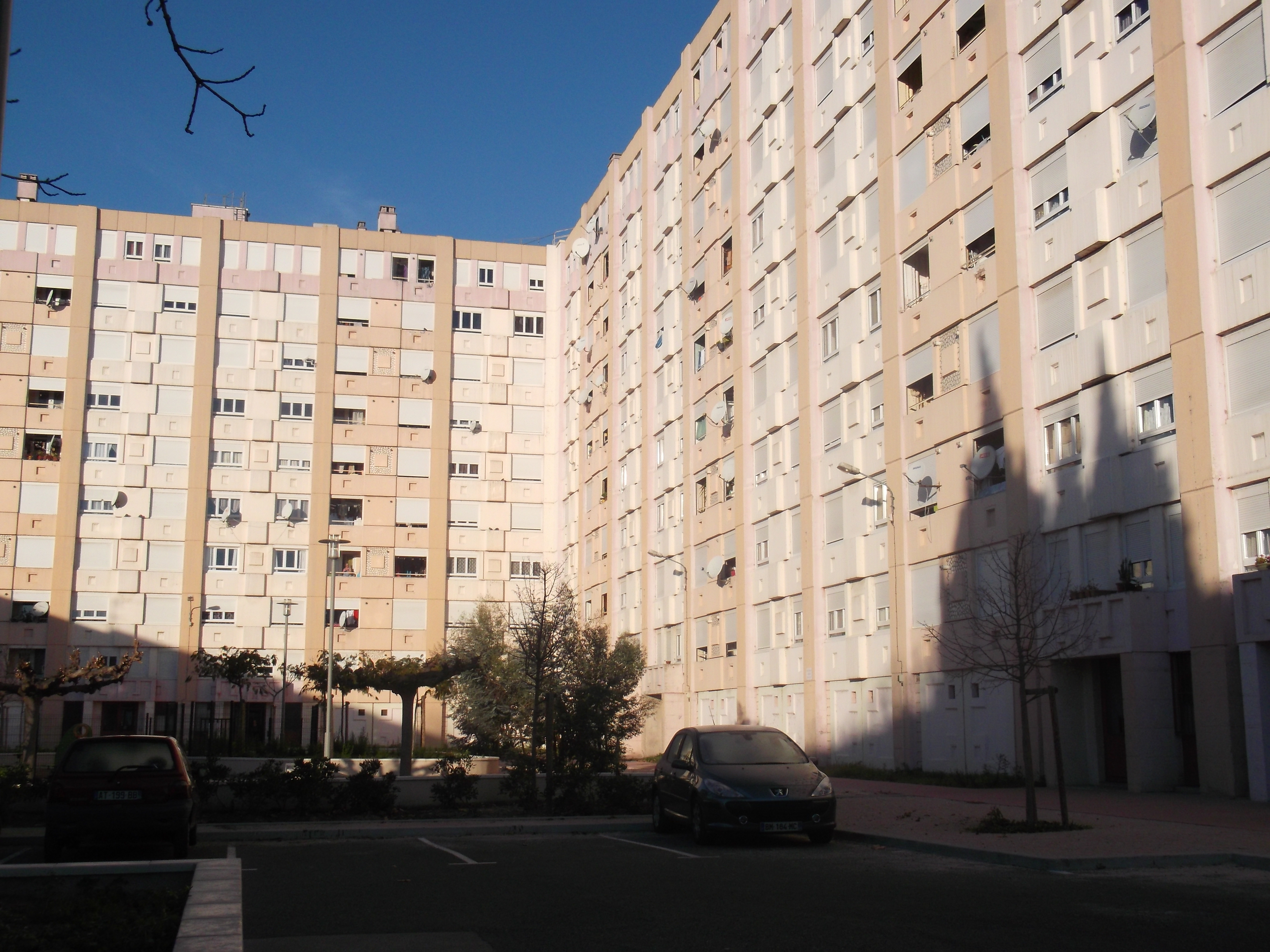
Quartier Monclar à Avignon.

- L'Encagnane à Aix-en-Provence : de 1965 à 1971
- ZUP du Plan du Bourg, commune d'Arles : créée en 1968
- ZUP d'Avignon, actuel quartier Monclar : créée le 15 avril 1960. Architecte-urbaniste en chef : André Remondet
- ZUP du Plateau-Napoléon, commune de Grasse : créée en 1962
- ZUP no 1 Le Canet-Malpassé, actuel quartier de Frais-Vallon à Marseille : construite de 1961 à 1970. Architecte-urbaniste : Guillaume Gillet
- ZUP n°3 "Les Caillols, commune de Marseille : créée en 1966
- Canto-Perdrix, commune de Martigues (Bouches-du-Rhône) : créée en 1961, construite de 1962 à 1970. Architecte-urbaniste : Michel Ecochard et Guillaume Gillet
- ZUP L'Arenas/Saint-Augustin, commune de Nice, actuel quartier des Moulins : créée en 1960. Architectes-urbanistes : Daniel Badani et Paul D'Outreligne
- Les Canourgues, commune de Salon-de-Provence (Bouches-du-Rhône) : créée en 1966
- Berthe à La Seyne-sur-Mer : créée en 1960
- La Rode à Toulon : 1520 logements construits à partir de 1960. Architecte-urbaniste : S. Mikelian

### Rhône-Alpes

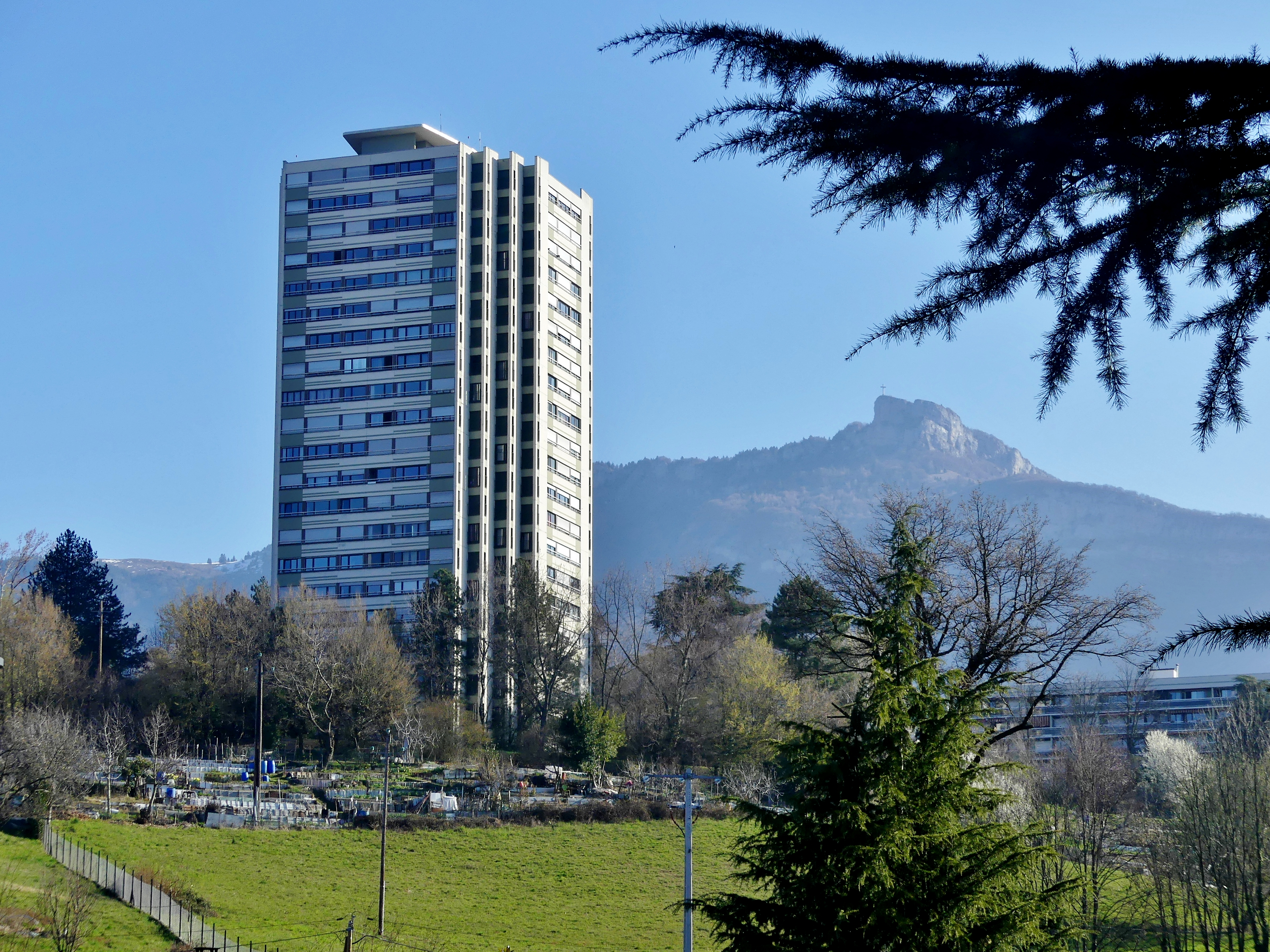
Les Hauts-de-Chambéry.

- ZUP de Novel-Teppes, commune d'Annecy : architecte-urbaniste : Maurice Novarina
- ZUP de La Varde, commune d'Annecy-le-Vieux, agglomération d'Annecy : créée en 1966
- ZUP de la Reyssouze, commune de Bourg-en-Bresse (Ain) : créée en 1959 puis agrandie en 1964. Architecte en chef : Jean Royer
- ZUP de Chambéry-le-Haut, commune de Chambéry : construite de 1963 à 1977. Architecte-urbaniste : Jean Dubuisson
- ZUP de Chazeau-Bruneaux, commune de Firminy, agglomération de Saint-Étienne : créée en 1968
- Quartier de la Villeneuve, communes de Grenoble et d'Échirolles :  arrêté de création en 1961. 6 650 logements, dont 4 200 logements à Grenoble et 2 450 logements à Échirolles, construits de 1973 à 1980. Urbaniste de l'ensemble : Henry Bernard. Architectes-urbanistes pour les quartiers d'Échirolles : Georges Bovet, Joly, Guy Pison ; architectes de l'ensemble "l'Arlequin" à Grenoble : AUA, Loiseau et Tribel
- ZUP de Guilherand, actuelle commune de Guilherand-Granges, agglomération de Valence : créée en 1964
- ZUP de Pierrelatte (Drôme) : 2 400 logements construits à partir de 1960. Architecte-urbaniste : J.M. Lafon
- Fonsala (ou Fontsala), commune de Saint-Chamond (Loire) : construite à partir de 1965
- Montreynaud à Saint-Étienne (Loire) de 1966 à 1977
- ZUP de Saint-Genis-Pouilly (Ain), créée en 1967
- ZUP de Champ-Fleuri, commune de Seynod, agglomération d'Annecy : construite à partir de 1969
- Valence-le-Haut (Fontbarlette - Le Plan) à Valence (Drôme) : 1 917 logements construits de 1963 à 1976. Architecte-urbaniste : André Gomis
- ZUP de Rillieux-Crépieux, quartier dit de la Ville nouvelle dans l'actuelle commune de Rillieux-la-Pape (Rhône) : créée en 1959 mais construite dans les années 1970. 6 275 logements, architectes-urbanistes : Joseph Maillet et Jean Poupon
- ZUP de Vaulx-en-Velin (Rhône) : arrêté officiel en 1963, 8 300 logements construits de 1970 à 1980. Architectes-urbanistes : Carrot et Charles Delfante
- Quartier des Minguettes à Vénissieux : 9 200 logements construits de 1965 à 1973. Architecte-urbaniste : Eugène Beaudouin en collaboration avec Bornarel et Frank Grimal
- ZUP de Vernaison, agglomération de Lyon : créée en 1963. Architecte-urbaniste : Eugène Beaudouin